# Philoponella nigromaculata
Philoponella nigromaculata es una especie de araña araneomorfa del género Philoponella, familia Uloboridae. Fue descrita científicamente por Yoshida en 1992.
Habita en Taiwán.